# شهریار شیروند
شهریار شیروند (زادهٔ ۲۱ مارس ۱۹۹۱) بازیکن سابق فوتبال اهل ایران است. وی سابقه بازی در باشگاه‌های سپاهان و تراکتور سازی را در لیگ قهرمانان آسیا و لیگ برتر ایران و سابقه حضور در بازی‌های آسیایی ۲۰۱۴ اینچئون را به همراه تیم ملی امید ایران دارد.
او به همراه باشگاه فوتبال تراکتور موفق به قهرمانی در جام حذفی فوتبال ایران ۹۳–۱۳۹۲ و به همراه باشگاه فوتبال سپاهان موفق به قهرمانی در لیگ برتر فوتبال ایران ۸۹–۱۳۸۸ شد. 

## آمار و ارقام

### آمار باشگاهی
تا تاریخ ۱۵ ژانویه ۲۰۲۲
| باشگاه               | فصل                  | لیگ                  | لیگ  | لیگ | جام حذفی | جام حذفی | آسیا | آسیا | مجموع | مجموع |
| باشگاه               | فصل                  | دسته                 | بازی | گل  | بازی     | گل       | بازی | گل   | بازی  | گل    |
| -------------------- | -------------------- | -------------------- | ---- | --- | -------- | -------- | ---- | ---- | ----- | ----- |
| سپاهان               | ۲۰۰۸                 | لیگ برتر             | ۰    | ۰   | ۰        | ۰        | ۱    | ۰    | ۱     | ۰     |
| مجموع سپاهان         | مجموع سپاهان         | مجموع سپاهان         | ۰    | ۰   | ۰        | ۰        | ۱    | ۰    | ۱     | ۰     |
| تراکتور              | ۱۴–۲۰۱۳              | لیگ برتر             | ۱    | ۰   | ۰        | ۰        | ۰    | ۰    | ۱     | ۰     |
| تراکتور              | ۲۰۱۴                 | لیگ برتر             | ۰    | ۰   | ۰        | ۰        | ۱    | ۰    | ۱     | ۰     |
| تراکتور              | ۱۵–۲۰۱۴              | لیگ برتر             | ۶    | ۰   | ۲        | ۰        | ۰    | ۰    | ۸     | ۰     |
| تراکتور              | ۲۰۱۵                 | لیگ برتر             | ۰    | ۰   | ۰        | ۰        | ۱    | ۰    | ۱     | ۰     |
| مجموع تراکتور        | مجموع تراکتور        | مجموع تراکتور        | ۷    | ۰   | ۲        | ۰        | ۲    | ۰    | ۱۱    | ۰     |
| شهرداری اردبیل       | ۱۶–۲۰۱۵              | لیگ آزادگان          | ۸    | ۰   | ۰        | ۰        | ۰    | ۰    | ۸     | ۰     |
| مجموع شهرداری اردبیل | مجموع شهرداری اردبیل | مجموع شهرداری اردبیل | ۸    | ۰   | ۰        | ۰        | ۰    | ۰    | ۸     | ۰     |
| ماشین سازی           | ۱۸–۲۰۱۷              | لیگ آزادگان          | ۱۹   | ۰   | ۰        | ۰        | ۰    | ۰    | ۱۹    | ۰     |
| مجموع ماشین سازی     | مجموع ماشین سازی     | مجموع ماشین سازی     | ۱۹   | ۰   | ۰        | ۰        | ۰    | ۰    | ۱۹    | ۰     |
| سردار بوکان          | ۱۹–۲۰۱۸              | لیگ دسته دوم         | ۱۱   | ۰   | ۱        | ۰        | ۰    | ۰    | ۱۲    | ۰     |
| سردار بوکان          | ۲۰–۲۰۱۹              | لیگ دسته دوم         | ۷    | ۰   | ۱        | ۰        | ۰    | ۰    | ۸     | ۰     |
| مجموع سردار بوکان    | مجموع سردار بوکان    | مجموع سردار بوکان    | ۱۸   | ۰   | ۲        | ۰        | ۰    | ۰    | ۲۰    | ۰     |
| پاس همدان            | ۲۱–۲۰۲۰              | لیگ دسته دوم         | ۷    | ۰   | ۱        | ۰        | ۰    | ۰    | ۸     | ۰     |
| مجموع پاس همدان      | مجموع پاس همدان      | مجموع پاس همدان      | ۷    | ۰   | ۱        | ۰        | ۰    | ۰    | ۸     | ۰     |
| مجموع آمار           | مجموع آمار           | مجموع آمار           | ۵۹   | ۰   | ۵        | ۰        | ۳    | ۰    | ۶۷    | ۰     |

### آمار ملی
| تیم ملی          | سال   | بازی | گل |
| ---------------- | ----- | ---- | -- |
| ایران            | ۲۰۰۹  | ۱    | ۱  |
| زیر ۲۲ سال ایران | ۲۰۱۲  | ۱    | ۰  |
| مجموع            | مجموع | ۲    | ۱  |

## بازی‌های ملی
شیروند برای بازی‌های آسیایی ۲۰۱۴ اینچئون به تیم ملی امید ایران دعوت شد؛ او همچنین یک بار به تیم ملی زیر ۲۰ سال ایران نیز دعوت شد اما برای هیچکدام از این دو تیم به زمین نرفت؛ اما در دو بازی دوستانه برای تیم ملی زیر ۲۲ سال و تیم ملی بزرگسالان ایران بازی کرد و یک گل برای این تیم به ثمر رساند.
| تیم ملی          | تاریخ          | نتیجه | حریف      | مکان                                       | گل  | دقایق بازی |
| ---------------- | -------------- | ----- | --------- | ------------------------------------------ | --- | ---------- |
| ایران            | ۵ ژوئیه ۲۰۰۹   | ۱–۱   | بوتسوانا  | ورزشگاه فرانسیس‌تاون، فرانسیس‌تاون، بوتسوانا | ۱–۰ | ۹۰         |
| زیر ۲۲ سال ایران | ۲۹ دسامبر ۲۰۱۳ | ۳–۲   | کرهٔ جنوبی | ورزشگاه المپیک کیش، کیش، ایران             | —   | ۸۲         |

## افتخارات

### باشگاهی
سپاهان
- لیگ برتر ایران (۱): ۸۹–۱۳۸۸
  - نایب‌قهرمانی (۱): ۸۷–۱۳۸۶

تراکتور
- جام حذفی (۱): ۹۳–۱۳۹۲